# Shiyueliang Xiang
Shiyueliang Xiang (kinesiska: 石月亮, 石月亮乡) är en socken i Kina. Den ligger i provinsen Yunnan, i den sydvästra delen av landet, omkring 450 kilometer nordväst om provinshuvudstaden Kunming. Antalet invånare är 11 533. Befolkningen består av 5 621 kvinnor och 5 912 män. Barn under 15 år utgör 24,0 %, vuxna 15-64 år 68 %, och äldre över 65 år 7,0 %.